# David Sadler
David Sadler (* 5. Februar 1946 in Yalding) ist ein ehemaliger englischer Fußballspieler. Häufig im Abwehrzentrum agierend, aber aufgrund seiner Allroundfähigkeiten auch auf anderen Positionen einsetzbar, gewann er mit Manchester United 1967 die englische Meisterschaft und 1968 den Europapokal der Landesmeister.

## Sportlicher Werdegang

### Vereinskarriere
Sadler war für einen Spieler von Manchester United in den 1960ern außergewöhnlich. Ungleich vieler Mannschaftskameraden entstammte er nicht aus der unmittelbaren Nähe, sondern aus der Grafschaft Kent. Er war jedoch als Jugendnationalspieler – auf der Position des Halbstürmers – im Visier zahlreicher prominenter Vereine und schließlich sollte ihn im November 1962 sein Weg vom unterklassigen Maidstone United nach Manchester führen. Im Februar 1963 wurde Sadler, der auch zwei Partien in der englischen Amateurauswahl bestritt, in die erste Mannschaft befördert und zu seinen ersten regelmäßigen Einsätzen kam er in der Saison 1963/64 als Ersatz für David Herd im Sturmzentrum. Dazu gewann er gemeinsam mit George Best 1964 den FA Youth Cup und beim Finalerfolg gegen Swindon Town erzielte Sadler im Rückspiel einen Hattrick. Er zeigte insgesamt ansprechende Leistungen, aber seine sportliche Perspektive wäre vermutlich deutlich schlechter gewesen, wäre er auf das Offensivzentrum fixiert geblieben – zur englischen Meisterschaft 1965 trug er mit gerade einmal sechs Ligaeinsätzen nur unwesentlich bei. Stattdessen setzte ihn Trainer Matt Busby immer häufiger im Abwehrzentrum ein und auch im Mittelfeld half er nicht selten aus.
Sadlers Spielweise zeichnete sich stets durch eine gewisse Gelassenheit aus. Sie wurde als unspektakulär und effektiv bezeichnet und seine technischen Fertigkeiten pflegte er im Gegensatz zu einigen extrovertierteren Mitspielern nicht zu demonstrieren. Dadurch wurde er als archetypisch für den Amateur-Sportsgeist angesehen. Er war ein Schlüsselspieler in dem Team, das 1967 erneut den englischen Meistertitel und ein Jahr später den Europapokal der Landesmeister errang. Im Europapokal war er vor allem im Halbfinalrückspiel bei Real Madrid an entscheidender Stelle treffsicher, als er seinem Team beim Zwischenstand von 1:3 mit dem Anschlusstor in der 72. Minute den Weg zum Weiterkommen bereitete (Endstand 3:3, Hinspiel 1:0). Dabei war er von Busby zur Halbzeit zum Angreifer umfunktioniert worden. Er absolvierte bis November 1973 insgesamt 333 Pflichtspiele für United, bevor es ihn für eine Ablösesumme von 25.000 Pfund in die zweite Liga zu Preston North End zog. Dort stieg er 1974 in die dritte Liga ab, in der er bis zu seinem Rücktritt im Jahr 1977 blieb.
Nach seinem Rückzug vom aktiven Sport arbeitete er als Filialleiter für eine Bausparkasse in Hale. Dazu begann er sich für die Vereinigung der Ex-Spieler von Manchester United zu engagieren.

### Englische Nationalmannschaft
Sadler absolvierte das erste seiner vier A-Länderspiele für England am 22. November 1967 gegen Nordirland. Die Partie wurde mit 2:0 gewonnen und auch bei seinen drei weiteren Auftritten bis 1970 war er nicht auf der Verliererseite. An einem Endrundenturnier – speziell bei der WM 1970 in Mexiko – nahm er jedoch nie teil.

## Titel/Auszeichnungen
- Europapokal der Landesmeister (1): 1968
- Englische Meisterschaft (1): 1967
- FA Youth Cup (1): 1964